# Campionati italiani maschili assoluti di atletica leggera 1935
I XXVI campionati italiani assoluti di atletica leggera si svolsero presso lo stadio Giovanni Berta di Firenze il 27 e 28 luglio 1935. Furono assegnati venti titoli nazionali, tutti in ambito maschile. Le staffette si corsero invece il 13 ottobre a Milano, mentre la gara del decathlon ebbe luogo il 19 e 20 ottobre a Bologna. Il titolo italiano della maratona fu assegnato a Firenze il 28 luglio, mentre quello della marcia 50 km il 29 luglio a Milano.
La classifica per società delle prime due giornate di gare vide trionfare la Pro Patria Milano con 217 punti, seguita dall'ASSI Giglio Rosso di Firenze con 193 punti e dalla Virtus Bologna Sportiva con 160 punti.
Nella classifica per zone, invece, sul gradino più alto del podio di posizionò Lombardia con 252 punti, seguita da Emilia e Toscana, rispettivamente con 225 e 181 punti.

## Risultati

### Le gare del 27-28 luglio a Firenze
| Specialità             | Oro                                         | Prestazione | Argento                                           | Prestazione | Bronzo                                                | Prestazione |
| Corse                  |                                             |             |                                                   |             |                                                       |             |
| 100 m                  | Tullio Gonnelli Virtus Bologna Sportiva     | 11"3        | Orazio Mariani Sport Club Italia                  | 11"4        | Edgardo Toetti Pro Patria Milano                      | n/d         |
| 200 m                  | Tullio Gonnelli Virtus Bologna Sportiva     | 22"3        | Marsilio Rossi Pro Patria Milano                  | 22"7        | Edgardo Toetti Pro Patria Milano                      | 22"7        |
| 400 m                  | Ettore Tavernari La Fratellanza 1874        | 49"0        | Mario Lanzi Pro Patria Milano                     | 49"3        | Angelo Ferrario Pro Patria Milano                     | 50"3        |
| 800 m                  | Mario Lanzi Pro Patria Milano               | 1'56"3      | Italo Pigozzo Società Ginnastica Costantino Reyer | 1'57"5      | Giovanni Dotti GUF Milano                             | 1'57"9      |
| 1500 m                 | Luigi Beccali Pro Patria Milano             | 3'58"4      | Umberto Cerati GUF Milano                         | 3'59"0      | Salvatore Mastroieni Virtus Messina                   | 4'02"4      |
| 5000 m                 | Luigi Beccali Pro Patria Milano             | 15'20"6     | Guglielmo Pozzo Polisportiva Pietro Micca         | 15'23"0     | Giuseppe Lippi ASSI Giglio Rosso                      | 15'23"8     |
| 10 000 m               | Giovanni Balbusso Club Sportivo Audace Roma | 32'37"8     | Romano Burlo Società Sportiva Giovinezza Trieste  | 32'38"2     | Umberto De Florentiis Fratellanza Ginnastica Savonese | 33'00"8     |
| Maratona               | Luigi Rossini Mantova Sportiva              | 2h50'34"2   | Francesco Gerbella Dopolavoro Ungherini Parma     | 2h56'58"0   | Gino Saccani Dopolavoro Ungherini Parma               | 3h00'12"0   |
| 110 m hs               | Gianni Caldana ASSI Giglio Rosso            | 15"6        | Aldo Falcione Società Ginnastica Torino           | 16"0        | Giacomo Carlini Polisportiva Giordana Genova          | 16"0        |
| 400 m hs               | Luigi Facelli libero                        | 54"6        | Mario Radaelli Pro Patria Milano                  | 55"7        | Aldo Carati Virtus Bologna Sportiva                   | 57"0        |
| 3000 m siepi           | Giuseppe Lippi ASSI Giglio Rosso            | 9'35"3/5    | Umberto Bacchi Virtus Bologna Sportiva            | 10'00"3/5   | Ariosto Bizzarri Virtus Bologna Sportiva              | 10'10"0     |
| Marcia 50 km           | Ettore Rivolta Battisti Milano              | 4h35'53"2   | Francesco Pretti                                  | 4h37'32"2   | Giuseppe Gobbato                                      | 4h46'09"2   |
| Salti                  |                                             |             |                                                   |             |                                                       |             |
| Salto in alto          | Angelo Tommasi Fondazione Bentegodi Verona  | 1,85 m      | Renato Dotti Virtus Bologna Sportiva              | 1,80 m      | Ruggero Biancani Virtus Bologna Sportiva              | 1,80 m      |
| Salto con l'asta       | Danilo Innocenti ASSI Giglio Rosso          | 3,80 m      | Antonio Sarovich Gruppi Sportivi Fiamme Gialle    | 3,70 m      | Predazzini Pro Patria Milano                          | 3,40 m      |
| Salto in lungo         | Arturo Maffei ASSI Giglio Rosso             | 7,27 m      | Gianni Caldana ASSI Giglio Rosso                  | 7,08 m      | Francesco Tabai Unione Ginnastica Goriziana           | 7,05 m      |
| Salto triplo           | Giuseppe Pende GUF Roma                     | 14,48 m     | Mario Frosali 9ª legione ferroviaria              | 14,35 m     | Angelo Tommasi Fondazione Bentegodi Verona            | 14,12 m     |
| Lanci                  |                                             |             |                                                   |             |                                                       |             |
| Getto del peso         | Lauro Bononcini Virtus Bologna Sportiva     | 13,49 m     | Giovanni Cantagalli La Fratellanza 1874           | 13,44 m     | Aldo Santunione La Fratellanza 1874                   | 13,40 m     |
| Lancio del disco       | Ruggero Biancani Virtus Bologna Sportiva    | 44,07 m     | Luigi Ponzoni La Fratellanza 1874                 | 42,23 m     | Giovanni Cantagalli La Fratellanza 1874               | 41,64 m     |
| Lancio del martello    | Giovanni Cantagalli La Fratellanza 1874     | 46,20 m     | Fernando Vandelli La Fratellanza 1874             | 45,61 m     | Armando Poggioli La Fratellanza 1874                  | 43,45 m     |
| Lancio del giavellotto | Mario Agosti Associazione Sportiva Udinese  | 58,85 m     | Bruno Testa Società Sportiva Giovinezza Trieste   | 58,29 m     | Luigi Brighetti Virtus Bologna Sportiva               | 52,95 m     |

### La marcia 50 km del 29 luglio a Milano
| Specialità   | Oro                            | Prestazione | Argento | Prestazione | Bronzo | Prestazione |
| Marcia 50 km | Ettore Rivolta Battisti Milano | 4h35'53"2   |         |             |        |             |

### Il decathlon del 19-20 ottobre a Bologna
| Specialità | Oro                             | Prestazione | Argento                          | Prestazione | Bronzo                         | Prestazione |
| Decathlon  | Eugenio Gasti Pro Patria Milano | 6135 p.     | Gianni Caldana ASSI Giglio Rosso | 5665 p.     | Umberto Ridi ASSI Giglio Rosso | 5492 p.     |

### Le staffette del 13 ottobre a Milano
| Specialità         | Oro                                                                                      | Prestazione | Argento                     | Prestazione | Bronzo                                    | Prestazione |
| Staffetta 4×100 m  | Pro Patria Milano Giovannino Cani Fulvio Gesa Angelo Ferrario Edgardo Toetti             | 44"0        | GUF Roma                    | 44"6        | ASSI Giglio Rosso                         | 44"9        |
| Staffetta 4×400 m  | Pro Patria Milano Mario Radaelli Giovanni Turba Angelo Ferrario Mario Lanzi              | 3'20"1      | Pro Patria Milano squadra B | 3'25"2      | Polisportiva Giordana Genova              | 3'25"4      |
| Staffetta 4×1500 m | Pro Patria Milano Mario Bellini Giovanni Santi Mario Lanzi Luigi Beccali                 | 16'42"3     | ASSI Giglio Rosso           | 17'07"4     | Virtus Bologna Sportiva                   | 17'21"8     |
| Staffetta 3×5000 m | Fratellanza Ginnastica Savonese Giuseppe Beviacqua Umberto De Florentis Giovanni Torassa | 46'52"4     | ASSI Giglio Rosso           | 47'25"2     | Fratellanza Ginnastica Savonese squadra B | 49'26"8     |